# Liste von Panzerabwehrkanonen gemäß den Kennblättern fremden Geräts D 50/4

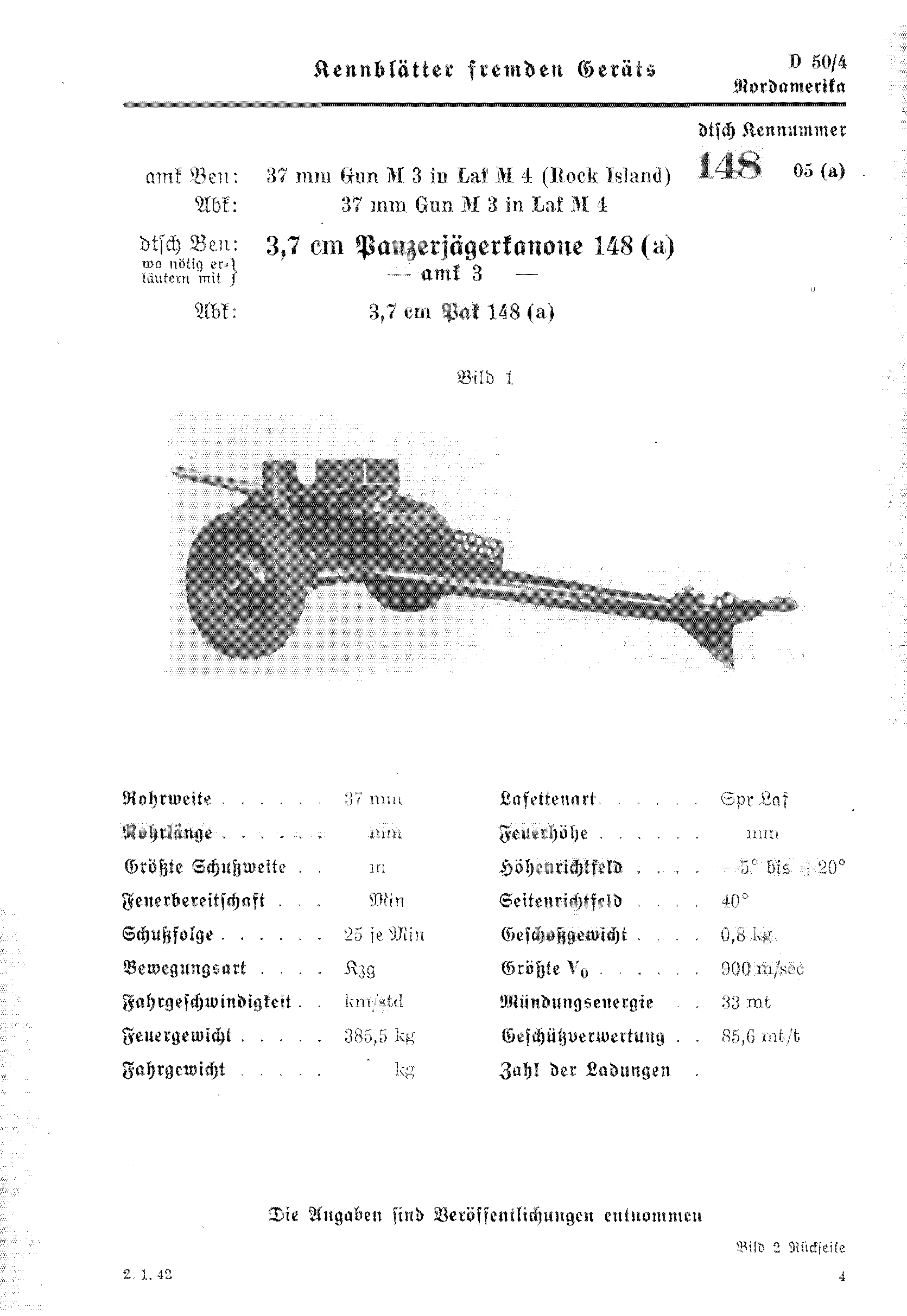
Kennblattbeispiel zu
D 50/4 Nr 148 05 (a)

In dieser Liste von Panzerabwehrkanonen gemäß den Kennblättern fremden Geräts D 50/4 werden Fremdgeräte vom Typ Panzerabwehrkanone aufgeführt, die vom Heereswaffenamt verzeichnet wurden.
Nachfolgend ein Überblick/Auszug zur offiziellen Dokumentation Kennblätter fremden Geräts D 50/4: leichte Geschütze.

## Hinweise zur Liste
Aufbau der Tabelle
Untenstehende Tabelle führt folgenden Spalteninhalte:
- dtsch. Kennnr. (deutsche Kenn-Nummer), dies entspricht dem Originalindex in den Kopfzeilen der Kennblätter mit Kennnummer, Stoffgebietenummer und Beutezeichen.
- Abk. dtsch. Ben. (Abkürzung deutsche Benennung), Originalbezeichnung entnommen aus der fünften Zeile der Kennblätter.
- Landesbez. nach HWA (Heereswaffenamt), Originalangaben entnommen aus der ersten Zeile der Kennblätter.
- (Wikipedia-Artikel) Link zum Wikipedia-Artikel in runden Klammern in der zweiten Zeile unter Landesbez. nach HWA.
- Bild, eine Bildauswahl aus Wikipedia für dieses Objekt.
- Kal. cm (Kaliber), entnommen aus den technischen Angaben der Kennblätter.
- Bemerkungen, Originalangaben entnommen aus den erweiterten Angaben der Kennblätter.

 Info: Die in der Tabelle angegebenen Originaleinträge sollen nicht geändert werden, weil diese den Angaben aus den Kennblättern entsprechen. Nach neuerem Forschungsstand sind teilweise Errata in den Kennblättern erkannt worden. Diese werden unten im Abschnitt Anmerkungen jeweils zur Kenn-Nummer erläutert. Die Wikilinks in den runden Klammern sollten das Lemma der entsprechenden Artikel in Wikipedia enthalten.

## Tabellarische Übersicht
| dtsch. Kennr. | Abk. dtsch. Ben.     | Landesbez.nach HWA (Wikipedia-Artikel)                                              | Bild         | Kal. cm | Bemerkungen                                                                           |
| ------------- | -------------------- | ----------------------------------------------------------------------------------- | ------------ | ------- | ------------------------------------------------------------------------------------- |
| 112 05 (f)    | 2,5 cm Pak 112 (f)   | Canon leger de 25 antichar SA-L mle 1934 (Canon léger de 25 antichar SA-L mle 1934) |              | 2,5     |                                                                                       |
| 113 05 (f)    | 2,5 cm Pak 113 (f)   | Canon leger de 25 antichar SA-L mle 1937 (Canon léger de 25 antichar SA-L mle 1937) |              | 2,5     |                                                                                       |
| 148 05 (a)    | 3,7 cm Pak 148 (a)   | 37 mm Gun M 3 in Laf M 4 (Rock Island) (37-mm-Geschütz M3)                          |              | 3,7     |                                                                                       |
| 153 05 (h)    | 3,7 cm Pak 153 (h)   | in D 50/4 keine Angabe (3,7-cm-PaK 36)                                              |              | 3,7     | Verwendung vielleicht nur in holländisch Indien                                       |
| 156 05 (j)    | 3,7 cm Pak 156 (j)   | in D 50/4 keine Angabe (37mm kanon P.U.V. vz.37)                                    |              | 3,7     |                                                                                       |
| 157 05 (d)    | 3,7 cm Pak 157 (d)   | in D 50/4 keine Angabe (Bofors 37-mm-PaK)                                           |              | 3,7     |                                                                                       |
| 158 05 (r)    | 3,7 cm Pak 158 (r)   | in D 50/4 keine Angabe (37-mm- Panzerabwehrkanone M1930 (1-K))                      |              | 3,7     | Nachbildung der Rheinmetall 3,7 cm Pak                                                |
| 162 05 (i)    | 3,7 cm Pak 162 (i)   | Cannone contracarro da 37/45 (3,7-cm-PaK 36)                                        |              | 3,7     |                                                                                       |
| 164 05 (d)    | 3,7 cm Pak 164 (d)   | in D 50/4 keine Angabe (37 mm Madsen Modell 35)                                     | Bilderwunsch | 3,7     |                                                                                       |
| 177 05 (i)    | 4,7 cm Pak 177 (i)   | Cannone da 47/32 M 35 (4,7-cm-PaK Böhler)                                           |              | 4,7     |                                                                                       |
| 179 05 (j)    | 4,7 cm Pak 179 (j)   | in D 50/4 keine Angabe (47 mm kanon P.U.V.vz.36)                                    |              | 4,7     |                                                                                       |
| 180 05 (h)    | 4,7 cm Pak 180 (h)   | in D 50/4 keine Angabe ( )                                                          |              | 4,7     |                                                                                       |
| 181 05 (f)    | 4,7 cm Pak 181 (f)   | Canon de 47 antichar SA mle 1937 (Canon antichar de 47 mm modèle 1937)              |              | 4,7     | Mod 39 geplant aber nicht gefertigt                                                   |
| 184 05 (r)    | 4,5 cm Pak 184 (r)   | 45 мм противотанковая пушка 1932 (45-mm-Panzerabwehrkanone M1932 (19-K))            |              | 4,5     | Angaben aus russischer Gerätebeschreibung von 1938 entnommen                          |
| 184/1 05 (r)  | 4,5 cm Pak 184/1 (r) | 45 мм противотанковая пушка 1937 (45-mm-Panzerabwehrkanone M1937 (53-K))            |              | 4,5     | Angaben aus russischer Gerätebeschreibung von 1938 entnommen                          |
| 184/6 05 (r)  | 4,5 cm Pak 184/6 (r) | in D 50/4 keine Angabe (45-mm-Panzerabwehrkanone M1942 (M-42))                      | Bilderwunsch | 4,5     | entstanden durch Einlagerung der 4,5 cm Kw K 185/5 (r) in vereinfachter Kastenlafette |
| 185 05 (b)    | 4,7 cm Pak 185 (b)   | Canone de 47 antichars SA-FRC (Canon antichar de 47 mm modèle 1931)                 |              | 4,7     |                                                                                       |
| 187 05 (h)    | 4,7 cm Pak 187 (h)   | Kanon van 4,7 (4,7-cm-PaK Böhler)                                                   |              | 4,7     |                                                                                       |
| 188 05 (h)    | 4,7 cm Pak 188 (h)   | in D 50/4 keine Angabe (4,7 cm Pak Rheinmetall)                                     |              | 4,7     | Nachbaurecht erworben                                                                 |
| 192 05 (e)    | 4 cm Pak 192 (e)     | QF 2-Pr Antitank Gun Mark II (Ordnance QF 2-Pfünder)                                |              | 4       |                                                                                       |
| 195 05 (r)    | 4,7 cm Pak 195 (r)   | in D 50/4 keine Angabe ( )                                                          | Bilderwunsch | 4,7     | Angaben und Einführung fraglich                                                       |
| 196 05 (r)    | 4,7 cm Pak 196 (r)   | in D 50/4 keine Angabe (4,7-cm-PaK Böhler)                                          |              | 4,7     | von Lettland übernommen                                                               |
| 208 05 (i)    | 5,7 cm Pak 208 (i)   | Cannone contracarro da 57/43 Modello 1887 (57/43 Mod. 1887)                         |              | 5,7     |                                                                                       |
| 208 05 (r)    | 5,7 cm Pak 208 (r)   | 57 мм противотанковая пушка 1941 SiS 3 (57-mm-Panzerabwehrkanone M1943 (SiS-2))     |              | 5,7     | Lafette gleicht der F K 288/1 (r)                                                     |
| 209 05 (e)    | 5,7 cm Pak 209 (e)   | QF 6-Pr 7 CWT Mark I, I A and II (Ordnance QF-6-Pfünder-7-cwt)                      |              | 5,7     |                                                                                       |
| 209 05 (i)    | 5,7 cm Pak 209 (i)   | Cannone contracarro da 57/30 ( )                                                    | Bilderwunsch | 5,7     |                                                                                       |